# El món de Bimala
|  | No s'ha de confondre amb La llar i el món. |

El món de Bimala (títol original: Ghare Baire) és una pel·lícula índia dirigida per Satyajit Ray, de 1984. Ha estat doblada al català.
El guió està tret de la novel·la homònima de Rabindranath Tagore publicada l'any 1916.

## Argument
En 1905, la societat índia està en crisi. El governador general de la India, veient l'antagonisme entre hindús i musulmans, divideix Bengala en dos, amb la finalitat d'alterar l'economia local i importar productes anglesos.
Sandip i Nikhil, dos amics que pertanyen a l'intel·ligent burgesia bengalí, boicotegen aquesta política i intenten, cadascun a la seva manera, de fer avançar la situació.
Sandip, fervent nacionalista, electritza les multituds gràcies a les seves dons d'orador. Empeny a la violència i no vacil·la fins i tot a freqüentar camins dubtosos.
Nikhil, pacifista independentista, desitja que l'Índia desenvolupi les seves pròpies manufactures amb la finalitat que els Indis puguin viure del seu treball sense haver de patir la implacable competència anglesa. Ell prône la moderació pel que fa a les tensions religioses. Contràriament al seu amic Sandip, no rebutja tots els de procedència anglesa. Aprecia d'altra banda certs aspectes progressistes d'aquesta cultura que desitjaria veure aplicar a la seva societat.
Entre aquests dos homes, Bimala, l'esposa de Nikhil.
Nikhil, desitja integrar la seva dona a la bona societat; li dona accés a l'educació, començant per un curs d'anglès. A continuació no vacil·la a la fer entrar en esferes de reflexions tradicionalment reservades als homes.
Bimala, esquinçada entre tradició i modernitat, accepta conèixer Sandip, però d'aquesta trobada naixerà una fascinació devoradora que trastocarà la jove dona.

## Repartiment
- Soumitra Chatterjee: Sandip Mukherjee
- Victor Banerjee: Nikhilesh Choudhury
- Swatilekha Chatterjee: Bimala Choudhury
- Gopa Aich: la cunyada
- Jennifer Kendal: Madame Gilby
- Manoj Mitra: Headmaster
- Indrapramit Roy: Amulya
- Bimala Chatterjee: Kulada

## Estructura de la pel·lícula
L'estructura narrativa de la pel·lícula es basa en la relació que mantenen els personatges amb el seu context històric. El títol mateix, El món de Bimala, és prou explicite en aquest sentit.
El món de Bimala esdevé la metonímia del cercle familiar i de l'esfera dels sentiments, El món de Bimala designa el context socio-polític, és l'espai del logos però també el del desconegut i del perill. Aquesta construcció en contrapunt integra progressivament la crisi fins al seu paroxisme.
Es troba aquest sistema de contrapunt, o més aviat d'efecte mirall, entre els dos herois masculins. Cadascun encarnant, per una causa similar, un mode d'acció antagonista.
Sandip correspon més a la figura del demagog que no vacil·la en utilitzar la corrupció. Solter i sense llar, té un caràcter més aviat inestable.
Nikhil pel que fa a ell, no fa servir discursos públics. D'aparença passiva, no és menys compromès i d'una extrema compassió. Casat i propietari d'una llar, és la figura d'home íntegre i estable.
Els dos homes estan tanmateix fortament lligats pel seu compromís comú per la independència de l'Índia, així com per la seva attachement per Bimala.
Una gran part de la pel·lícula és retranscrita del punt de vista de Bimala, presa pel prisma dels sentiments. Aquesta ha d'escollir entre el lligam amb el seu seu marit i la passió que manté per Sandip. És igualment portada a jutjar la seva posició política.
La representació del desig és un leitmotiv en el cinema de Satyajit Ray.

## Premis
- Aquesta pel·lícula va formar part de la selecció oficial al festival de Canes 1984.